# ETCS Level 3

Funktionsweise ETCS Level 3

Als Level 3 wurde eine Ausprägungsstufe des europäischen Zugbeeinflussungssystems European Train Control System (ETCS) bezeichnet.

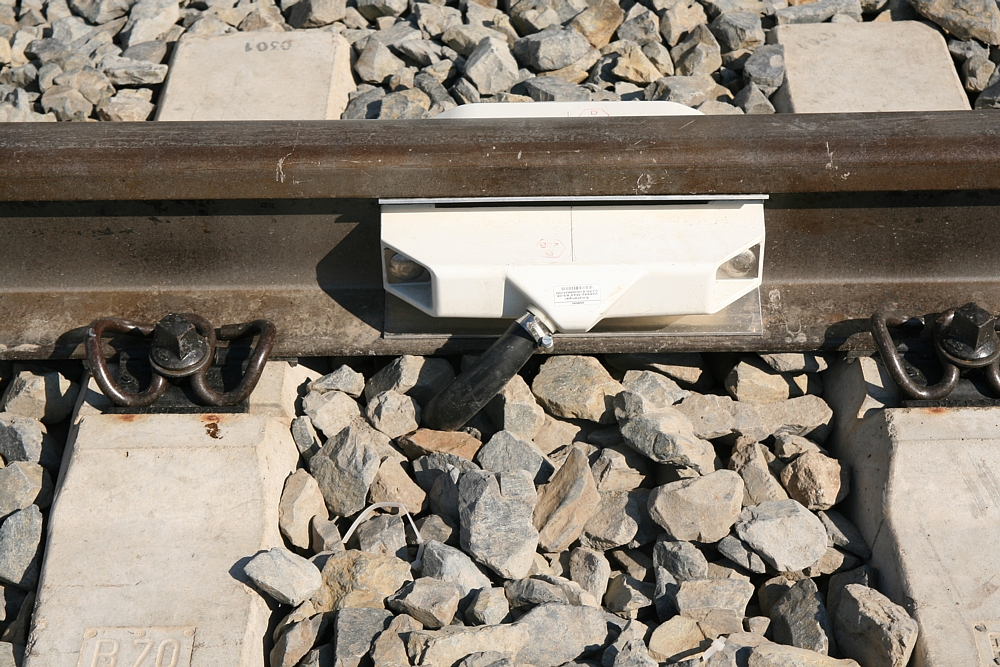
Achszählschienenkontakt im eingebauten Zustand

Level 3 ähnelt Level 2, wobei die Gleisfreimeldung und Zugvollständigkeitskontrolle nicht mehr durch das Stellwerk, sondern durch das Radio Block Centre unter Mitwirkung des Zuges erfolgt. Eine (in Level 2 noch notwendige) streckenseitige Gleisfreimeldung, beispielsweise durch Achszähler oder Gleisstromkreise, ist nicht mehr notwendig. Um in Level 3 fahren zu können, müssen Züge über ein System zur Zugvollständigkeitskontrolle verfügen. Durch die zusätzliche Technik werden Kosten und Risiken vom Infrastruktur- auf den Fahrzeugbetreiber verlagert. Die Funktion des Stellwerks wird dabei auf die Steuerung von Weichen und einiger Funktionen zur Richtungsüberwachung benachbarter Gleisabschnitte begrenzt.
ETCS Level 3 ist Bestandteil der TSI ZZS und bereits vereinzelt im Einsatz. Vor einem weitreichenden Einsatz sind gleichwohl Weiterentwicklungen notwendig (Stand: 2017). Kombinationen von Level-3-Ausrüstungen als Ergänzung anderer Levels, beispielsweise Level 2, sind möglich. Derartige Mischformen, bei denen zwischen konventionell durch die Infrastruktur (z. B. per Achszähler) freigemeldeten Gleisfreimeldeabschnitten kürzere, durch einen in Level 3 fahrenden Zug freigemeldete, virtuelle Abschnitte gebildet werden, werden als Level 3 Hybrid oder Level 2 HD bezeichnet.
Level 3 ist fahrzeugseitig abwärtskompatibel, für Level 3 geeignete Züge können auch in den Leveln 0, 1 und 2 fahren.
Erwartete Vorteile von Level 3 sind eine höhere betriebliche Leistungsfähigkeit sowie – durch weniger Infrastruktur am Gleis – weniger Infrastrukturkosten und eine höhere Verfügbarkeit.
Da die Unterschiede zwischen Level 2 und Level 3 in der ETCS-Spezifikation selbst sehr gering sind, wurde in der Neufassung der TSI ZZS im Jahr 2023 der Level 3 in den Level 2 integriert.

## Positionsmeldung und Zugintegrität
In ETCS Level 3 wird ein Position Report mit bestätigter Zugintegrität benötigt, um Zugfolgeabschnitte freizumelden. Freigemeldet wird dabei stets die in Fahrtrichtung letztmögliche Position des Zuges (min safe rear end) für den Zeitpunkt, zu dem eine Integritätsinformation vorlag. Diese Position liegt hinter der tatsächlichen Position des Zuges.
Die Zugintegritätsmeldung besteht dabei aus
- einer von vier Vollständigkeitsinformationen (keine Information, Vollständigkeit bestätigt durch Gerät, Zugvollständigkeit bestätigt durch Triebfahrzeugführer, Zug ist nicht mehr vollständig)[12] und
- einer sicheren Information zur Zuglänge (soweit die Integrität bestätigt wurde).[12]

Die sichere Zuglänge (safe train length) ergibt sich aus dem Abstand zwischen der ungefähren Position der Zugspitze (estimated position) und der letztmöglichen Position des Zugendes (min safe rear end). Die in Fahrtrichtung letztmögliche Position des Zugendes (min safe rear end) wird dabei aus der in Fahrtrichtung letztmöglichen Position der Zugspitze (min safe front end) unter Abzug der Zuglänge zum Zeitpunkt der letzten bestätigten Vollständigkeit berechnet.
Die sichere Zuglänge soll für jeden Position Report neu berechnet werden. Die letztmögliche Position der Zugspitze soll dabei so lange verwendet werden, bis dafür ein neuer Wert ermittelt wurde, wobei die Zeit zur Ermittlung des Zugvollständigkeit berücksichtigt werden soll.
Die Zugintegritätsinformation kann durch ein externes Gerät oder durch den Triebfahrzeugführer bereitgestellt werden, wobei die Bestätigung durch den Triebfahrzeugführer nur im Stillstand zulässig ist. Die Definition des Zugvollständigkeitsgeräts ist nicht Gegenstand der ETCS-Spezifikation. Wird die Integritätsbestätigung durch Triebfahrzeugführer genutzt, gilt der rückliegende Abschnitt als belegt, bis er die Integrität beim nächsten Halt bestätigt. Das Verfahren ist dabei nur für Strecken mit geringem Verkehrsaufkommen geeignet. Wird dagegen ein Zugvollständigkeitsgerät verwendet, kann die Integrität auch laufend während der Fahrt bestätigt werden.
Für den Betrieb auf Hochleistungsstrecken muss der Zyklus der Zugvollständigkeitsüberwachung möglichst dem der Odometrie entsprechen. Bei geringeren Leistungsanforderungen können beide Zyklen größer sein. Darüber hinaus muss eine Zugtrennung in jedem Fall innerhalb einer definierten Offenbarungszeit dem Fahrzeugrechner gemeldet werden.

## Varianten
Verschiedene Ausprägungsstufen von ETCS Level 3 sind unterschiedlich weit entwickelt und reif. Dabei wird nach vier Stufen unterschieden:
- Level 3 Overlay
- Level 3 Hybrid
- Level 3 Virtual block
- Level 3 Moving block

Level 3 Hybrid gilt dabei als am reifsten und am weitesten entwickelt, während die übrigen drei Stufen weniger weit entwickelt und nur konzeptionell beschrieben sind (Stand: 2017).
Zur Abstandsregelung kann ETCS Level 3 sowohl mit festen virtuellen (durch den Zug freigemeldeten) Blöcken als auch mit einem reinen Moving Block betrieben werden, bei dem die ganzzahlige Lage des Zuges herangezogen wird. Während „Moving Block“ zwar kein expliziter Bestandteil der Level-3-Architektur ist, um den Eingriff in Bestandssysteme wie das RBC so gering wie möglich zu halten, gilt dieser als ein wesentlicher Beitrag für die mit Level 3 beabsichtigten Leistungssteigerungen.
Daneben wird in Russland seit 2007 an einem ETCS-kompatiblen System ITARUS-ATC gearbeitet, das Merkmale von ETCS Level 3 aufweist.

### Hybrid Level 3
ETCS Hybrid Level 3 umgeht ungelöste Fragen zu Level 3, indem eine reduzierte streckenseitige Gleisfreimeldung verwendet wird. Hybrid Level 3 verwendet virtuelle Blöcke, um den zusätzlichen Entwicklungsaufwand für Moving Block zu vermeiden. Die durch streckenseitige Gleisfreimeldung gebildeten Blöcke werden in mehrere virtuelle Blöcke (Virtual Sub-Sections, VSS) unterteilt, wobei in Abschnitten mit beweglichen Fahrwegelementen keine derartige Unterteilung erfolgen soll.
Züge ohne Zugvollständigkeitsmeldung können dabei auf einer Hybrid-Level-3-Strecke verkehren, wenngleich mit reduzierter Leistungsfähigkeit. Mittels der streckenseitigen Gleisfreimeldung können Züge ohne RBC-Verbindung erkannt, unzulässige Einfahrten derartiger Züge verhindert, die Betriebsführung nach einem RBC-Absturz beschleunigt sowie kritische Infrastrukturelemente wie Weichen schneller freigemeldet werden. Leistungssteigerungen sollen damit ohne Einführung komplexer neuer betrieblicher Regelwerke ermöglicht werden. Neben kürzeren Blöcken könnten dabei auch kürzere Systemlaufzeiten leistungssteigernd wirken.
Hybrid Level 3 soll vollständig konform mit der ETCS-Spezifikation sein, zusätzliche Anforderungen an das Fahrzeuggerät würden sich nicht ergeben. Die Gleisfreimeldung in Bahnhofsbereichen, an Weichen sowie an Bahnübergängen erfolgt weiter konventionell.
Das Konzept wurde 2013 als Robust level 3 vorgestellt. Im September 2015 waren die betrieblichen Grundsätze definiert, die im März 2016 in einem Labor validiert und im März 2017 in einen europäischen Standard überführt wurden. Nach den Planungen von Anfang 2017 sollten Ende 2017 Feldtests beginnen, Anfang 2018 eine Erprobung beginnen und ab 2019 virtuelle Blöcke in Europa eingeführt werden.
Der streckenseitige Aufwand zur Einführung von Hybrid Level 3 gilt als geringer als bei anderen ETCS-Levels. Hybrid Level 3 ist noch in Entwicklung (Stand: Juni 2018). Ähnliche Architekturen wurden bereits zur Migration im U-Bahn-Bereich verwendet.

### ERTMS Regional
ERTMS Regional ist eine vereinfachte Variante von ETCS Level 3 für wenig befahrene Bahnstrecken.
Sie wurde 2009 vom schwedischen Infrastrukturbetreiber Trafikverket zusammen mit Bombardier und der UIC entwickelt. Bombardier hatte sich in einer Ausschreibung, u. a. zur Spezifikation und Systementwicklung sowie der Ausrüstung von elf Strecken, durchgesetzt. Der Betreiber erzielte in der Erstanwendung Kosteneinsparungen von rund 50 Prozent und erwog um 2012, ein Fünftel seines Netzes damit auszurüsten. Architektur und Schnittstellenspezifikationen sind Eigentum vom Trafikverket. Das System vereint Stellwerk und RBC in einem System, das mit den Außenelementen über mit GSM-R (mit GPRS), Kabel oder über eine ADSL-Internetverbindung kommuniziert. ETCS Level 3 wurde dabei nach SRS 2.3.0d und fixen Blöcken umgesetzt. Die Pilotstrecke wurde vor der Umstellung von acht Personen- und acht Güterzügen pro Tag befahren. Beim ETRMS Regionalbetrieb wurde die Vollständigkeit der einteiligen mit ETCS ausgerüsteten Dieseltriebwagen als gegeben angenommen. Bahnübergänge werden ohne Anbindung an ETCS betrieben. Im Rahmen des Projekts erfolgt keine Zugvollständigkeitserkennung. Da mit ETCS ausgerüstete Triebwagen als zu teuer angesehen wurden, ist der Personenverkehr seit 2012 eingestellt. Seit 2019 wird die Strecke wieder ausgebaut und für Güterverkehr verwendet.

## Auswirkungen

### Kapazität
Es bestehen verschiedene Auffassungen über den durch Level 3 gegenüber Level 2 erzielbaren Kapazitätsgewinn. Während teils 10 bis 20 Prozent genannt werden, wird auf eine gegenüber ETCS Level 2 mit Hochleistungsblock ähnliche Leistungsfähigkeit hingewiesen, bei gleichwohl größeren Infrastrukturkosten.
Eine um 2009 vorgelegte Kapazitätsstudie erwartete für Level 3 mit Moving Block gegenüber Level 2 mit optimierter Blockteilung für Hochgeschwindigkeitsstrecken eine rund 7 % höhere Kapazität. Für eine konventionelle Strecke wurde ein Kapazitätsvorteil von 3 % erwartet, für eine eingleisige Nebenbahn mit Begegnungsabschnitten lag der Kapazitätszuwachs bei bis zu 67 %.
Die Deutsche Bahn erwartet durch den Einsatz von ETCS Level 2, im Rahmen der Digitalen Schiene Deutschland, bis zu 20 Prozent zusätzliche Kapazität im Bestandsnetz. Durch Level 3 seien dem gegenüber nochmals weitere 15 Prozent möglich. DB Engineering & Consulting erwartet bei gleichförmigen Verkehren eine theoretisch dreifach bis vierfach größere Fahrwegkapazität, praktisch nach Publikationen um 30 Prozent.
Siemens erwartet durch Level 3 und Moving Block (gegenüber Level 2) eine Steigerung der Streckenkapazität um durchschnittlich 15 % sowie um ein Fünftel reduzierte Infrastrukturkosten. Die mit Moving Block erreichbare Kapazität wird dabei auch durch Elemente wie Weichen oder Bereiche mit Halteverbot (No Stopping Zones), wie beispielsweise elektrische Streckentrennungen oder große Steigungen begrenzt, die nicht kontinuierlich, sondern nur als Ganzes freigemeldet werden können.
Eine anhand der Bahnstrecke München–Augsburg durchgeführte, vergleichende Untersuchung des Forschungs- und Technologiezentrums der Deutschen Bahn erwartete um 2002 im reinen Level-3-Betrieb eine gegenüber einem gemischten Level-2/3-Betrieb um 12 Prozent erhöhte Leistungsfähigkeit. Für ETCS Level 2 wurden dabei 2 km lange Blockabschnitte zu Grunde gelegt.
Je größer die Position-Report-Frequenz und je kürzer die Übertragungszeiten, desto größer ist die mit Level 3 erreichbare Kapazität. Verfügt ein Zug nur über ein funktionsfähiges ETCS-Modem (EDOR) kommt es beim RBC-Wechsel durch kurzzeitig ausbleibende Position Reports zu Verzögerungen bei der Gleisfreimeldung.
Je kürzer die maximale Offenbarungszeit zur Erkennung der Zugtrennung, desto größer die Streckenkapazität. Bei der Nachrüstung von Triebzügen für den Digitalen Knoten Stuttgart wird diese mit maximal 3,5 Sekunden angegeben. Auf der S-Bahn-Stammstrecke Stuttgart wäre eine Level-3-basierte Lösung damit etwas weniger leistungsfähig als die geplante, weitreichende auf der Grundlage von ETCS Level 2 optimierte Infrastruktur. Dieser Effekt wird durch die bei der Gleisfreimeldung durch den Zug zu berücksichtigende Ortungsungenauigkeit noch verstärkt.
An Weichen kann die gegenüber der tatsächlichen Zuglänge verlängerte sichere Zuglänge dazu führen, dass eine tatsächlich bereits freigefahrene Weiche für ETCS noch als belegt gilt und damit für andere Zugfahrten (z. B. Überholungen) nicht genutzt werden kann.
Eine vergleichende Untersuchung zum Kapazitätsnutzen von konventioneller Zugbeeinflussung, ETCS Level 2 und drei Varianten von Hybrid Level 3 im niederländischen Netz sah die höchste Leistungsfähigkeit in einer Variante mit vollständigem Erhalt der ortsfesten Gleisfreimeldung in Verbindung mit bis zu 100 m kurzen Blöcken. Dem gegenüber führte eine Reduktion der ortsfesten Gleisfreimeldung zu einer geringeren verkehrlichen Leistungsfähigkeit.
Level 3 kann unter sonst gleichen Rahmenbedingungen im Vergleich zu Level 2 unter Umständen leistungsmindernd wirken, insbesondere wenn die Gleisfreimeldung weiter im Stellwerk erfolgt. Gegenüber der Gleisfreimeldung durch Achszähler erfolgt die Gleisfreimeldung durch ETCS vergleichsweise langsam bzw. spät, u. a. aufgrund der zyklisch versandten Position Reports, der dem vorlaufenden Zugintegritätsprüfung und diverser Schnittstellen. Dieser Effekt wird durch die zum Ausgleich des Vertrauensbereichs der Odometrie räumlich (und damit auch zeitlich) erst spätere Gleisfreimeldung noch verstärkt.
Für Level 3 ist die Sperrzeitentheorie weiterzuentwickeln.

### Bahnbetrieb
Wenn das Fahrzeuggerät nach einem Kaltstart über keine sichere Position verfügt, wird die vom Fahrzeuggerät übermittelte Position als ungültig (invalid) gekennzeichnet, da das Fahrzeug mit abgeschaltetem Fahrzeuggerät möglicherweise zuvor bewegt wurde. Im Level-3-Betrieb sind daher betriebliche Regeln zu erstellen und Bereiche zu definieren, in denen Züge abgerüstet bzw. aufstarten dürfen. Ebenfalls sind Regeln zum Umgang mit Fahrzeugen mit gestörtem ETCS aufzustellen.
Beim Aufstarten mit ungültiger Position könnte das RBC beispielsweise der Triebfahrzeugführer per Textmeldung zur Bestätigung seiner Position aufgefordert werden, auf deren Grundlage wiederum der Fahrdienstleiter nochmals die Position bestätigt, um die Position gültig zu machen.
Ebenfalls könnte das RBC, ggf. unter Eingabe einer Position durch den Fahrdienstleiter, eine räumlich begrenzte Fahrterlaubnis in der Betriebsart Staff Responsible (SR) erteilen, um eine sichere Ortung an der nächstgelegenen Balisengruppe zu ermöglichen. Ebenfalls denkbar wäre, dass das RBC einen Zug ohne gültige Position abweist (Train Rejected message), woraufhin das Fahrzeuggerät die Verbindung abbaut und die Standortinformation löscht. Das weitere Vorgehen würde dann betrieblichen Regeln obliegen.
Zum Rangieren in Level 3 wird die Einrichtung dauerhafter oder vorübergehender Rangierbereiche erwogen. Ein Übergang von einer Zug- in eine Rangierfahrt könnte dabei im Stand erfolgen, ggf. ergänzt mit einer Liste der zulässigen Balisen. Ein vorübergehender Rangierbereich würde dabei so lange aufrechterhalten, bis das letzte Fahrzeug den Rangiermodus verlassen hat. In Bereichen, in denen Züge gebildet werden, sollte das RBC eine Plausibilitätsprüfung der neuen Zuglänge vornehmen, beispielsweise durch eine Prüfung, ob alle vorigen Fahrzeuge auch nach dem Rangieren wieder Bestandteil neuer Züge sind.
Bei ETCS-Fahrzeugstörungen oder einem Abriss der Funkverbindung können sich Fahrzeuge nur mit Hilfshandlungen bewegen. Ein derartiger Zug müsste einen sicheren Ort erreichen, der zuvor befahrene Streckenabschnitt anschließend von einem Level-3-fähigen Zug langsam befahren werden. Wenn die Streckeneinrichtung einen in Level 3 geführten Zug „verliert“, kann der Fahrdienstleiter nicht mehr von einer sicheren Betriebsführung ausgehen. Es könnte dann beispielsweise erforderlich sein, alle Züge mit einem Notruf zu stoppen, um anschließend jeweils nur noch einen Zug fahren zu lassen. Auch ein Absturz oder Neustart des RBC, bei dem die Daten der Züge/Fahrzeuge in dessen Bereich verlorengeht, führt zu erheblichen Schwierigkeiten. In diesen Fällen müssen alle betroffenen Abschnitte als belegt angenommen werden. Nach einem System-Neustart lässt sich der Betrieb nur mittels aufwendiger betrieblicher Verfahren, beispielsweise mittels so genannter „Entdeckerzüge“, wieder aufnehmen.

### Technik
Im Level-3-Betrieb sind keine Lichtsignale vorgesehen. Gleichwohl kann ETCS Level 3 zusammen mit Lichtsignalen und konventioneller Leit- und Sicherungstechnik betrieben werden, um eine Strecke auch mit nicht mit ETCS ausgerüsteten Zügen befahren zu können.
In einem reinen Level-3-Betrieb muss das RBC jederzeit den Standort und die Vollständigkeit sämtlicher Züge und Fahrzeuge in seinem Bereich kennen. Durch den Wegfall der streckenseitigen Gleisfreimeldung kann die fehlende Integritätsmeldung eines Zuges Auswirkungen auf zahlreiche weitere Züge in einem großen Level-3-Bereich haben. Die Umsetzung einer zuverlässigen, robusten fahrzeugseitigen Vollständigkeitsmeldung für Züge mit variabler Zugbildung, wie Güterzüge, ist noch nicht abschließend geklärt. Bei Zügen ohne elektrische Infrastruktur ist die Hauptluftleitung neben den mechanischen Kupplungen die einzige Verbindung zwischen den Wagen, ohne Ansatzpunkt technische Zugintegritätsprüfung. Die vielversprechendste Lösung liegt in der Digitalen Automatischen Kupplung (DAK). Die Zugvollständigkeitsprüfung kann, sozusagen als Nebenprodukt der mit der Einführung der DAK verbundenen durchgehenden Datenleitung, durch den zyklischen Austausch von Nachrichten des Triebfahrzeugs mit dem letzten Wagen vollzogen werden.
Für moderne Züge des Personenverkehrs, auf denen ein Zugbus zur Verfügung steht, gilt die Umsetzung bereits grundsätzlich als machbar, gleichwohl hohe Sicherheitsanforderungen eine Herausforderung darstellen. Am einfachsten implementierbar ist die Zugvollständigkeitserkennung bei Triebzügen, deren Wagen über Jakobsdrehgestelle verbunden sind und bei denen somit eine unerkannte Zugtrennung ausgeschlossen werden kann. Bei der Umrüstung der 333 Regional- und S-Bahn-Triebzüge für den Digitalen Knoten Stuttgart war für die Zugvollständigkeitsmeldung lediglich eine zusätzliche Softwareapplikation auf dem SIL-4-sicheren European Vital Computer (EVC) nötig. Beim Einsatz von Triebzug-Verbänden wird die Integrität wie oben genannt durch zyklischen Austausch von Paketen über das Train Communication Network (TCN) überprüft. Züge ohne ein ausreichend performantes TCN für eine Erkennung der Zugtrennung unterhalb der im Rahmen des Projekts geforderten 3,5 Sekunden wurden mit einer Zugsteuerleitung zwischen den EVC, deren Unterbrechung unmittelbar zur Fehlermeldung führt, oder einem dedizierten Ethernet-Netzwerk nachgerüstet.
Infrastrukturbetreiber, die heute auf Gleisstromkreise zur Erkennung von Schienenbrüchen setzen, müssten dafür anderweitige Verfahren zu deren Erkennung finden, zumal diese durch Gleisstromkreise oftmals nicht oder nicht rechtzeitig erkannt werden können. Auf Strecken mit Gleisstromkreisen kann Level 3 für Züge verwendet werden, die diese nicht zuverlässig kurzschließen.

### Kosten
Im Level-3-Betrieb sind keine Lichtsignale vorgesehen. Gleichwohl kann ETCS Level 3 zusammen mit Lichtsignalen und konventioneller Leit- und Sicherungstechnik betrieben werden, um eine Strecke auch mit nicht mit ETCS ausgerüsteten Zügen befahren zu können.
2013 rechnete der niederländische Betreiber Prorail beim Einsatz von Level 3 mit um etwa 80 Prozent reduzierten Verkabelungskosten.
Durch reduzierte Streckeninfrastruktur erwarteten Studien in Großbritannien um etwa 25 Prozent geringere Investitionskosten gegenüber Level 2 bzw. 50 bis 60 Prozent geringere Kosten im Vergleich zu klassischer Mehrabschnittssignalisierung.
Den Kostenvorteilen des Verzichts auf eine streckenseitige Gleisfreimeldung wirken unter anderem höhere Verfügbarkeitsanforderungen an das Funknetz und das ETCS-Fahrzeuggerät entgegen. Ferner bestehen Zweifel, ob die mit GSM-R erreichbare Funknetzkapazität, insbesondere auf hochbelasteten Strecken und in großen Knoten, ausreichend ist.
Teilweise wird die Planung einer Leit- und Sicherungstechnik mit ETCS Level 3 als flexibler und kostengünstiger bezeichnet. Theoretisch lasse Level 3 unter allen ETCS-Ausrüstungsgraden den geringsten Ausrüstungsaufwand im Bestandsnetz erwarten.
Als Anreiz für Verkehrsunternehmen, ihre Fahrzeuge mit einer Zugvollständigkeitskontrolle auszurüsten, werden vergünstigte Trassenpreise vorgeschlagen.
Bei der Nachrüstung von 333 Triebzügen für den Digitalen Knoten Stuttgart zählt ETCS Level 3 und Zugintegritätskontrolle zu einer Reihe von Techniken und Funktionen, die gegenüber einen möglichst einfachen ETCS-Ausrüstung in Summe zu Mehrkosten von etwa 10 Prozent führen. (Ein Großteil jener zehn Prozent entfällt dabei auf ATO. Die Kosten der Serienausrüstung werden damit mit insgesamt etwa 350.000 Euro je Triebzug beziffert.) Die Zugintegritätskontrolle wird als reine Softwareapplikation im EVC umgesetzt. Teilweise sind ein Ethernet-Netzwerk nachzurüsten und Kupplungen anzupassen. Eine vorgelegte modellhafte Untersuchung erwartet zwei Drittel weniger konventionelle Gleisfreimeldeabschnitte wenn ein Großteil der Züge ETCS-Level-3-fähig ist.

## Geschichte
Mitte der 1980er Jahre begann die Entwicklungsabteilung der SNCF mit der Entwicklung von ASTREE, einem automatischen Zugabstandssystem das ähnliche Funktionen und Eigenschaften wie das spätere ETCS Level 3 aufwies. Eine Zulassung für den kommerziellen Regelbetrieb konnte nicht erreicht werden, u. a. fehlte dem System ein digitales Übertragungssystem und eine Migrationsstrategie von der konventionellen Technik. Aus diesen Erfahrungen gingen später die ETCS-Level hervor.
Von etwa 1990 bis 2000 entwickelte die Deutsche Bundesbahn/Deutsche Bahn, zusammen mit Bombardier und Siemens, mit dem Funkfahrbetrieb ein zum späteren ETCS Level 3 ähnliches Konzept. Die nicht erreichte Interoperabilität mit ETCS, die Nutzung einer Infrastrukturkarte auf dem Zug, die dezentrale Ansteuerung von Fahrwegelementen durch den Zug, aber auch die nicht offengelegte Spezifikation gelten als Ursachen für die Einstellung des Projekts. Eine „Stufe 3“, mit „Zugsteuerung und Zugortung durch die Fahrzeuge“ war bereits um 1994 in ETCS vorgesehen.
Auch das 1995 in Schweden in Betrieb genommene „Radio-Block“-System wies ähnliche Systemeigenschaften wie ETCS Level 3 auf, die Nutzung von Ebicab-Balisen und analogem Zugfunk führte ebenfalls zu einer nicht erreichten Interoperabilität. Aus dem System, das über die Anwendung auf einer Pilotstrecke nicht hinauskam, ging letztlich ERTMS Regional als erste weltweite ETCS-Level-3-Anwendung hervor.
Eine breit angelegte Studie zur Zugvollständigkeitsüberwachung und -längenbestimmung (insbesondere von Güterzügen), die in der 2. Hälfte der 1990er Jahre im Auftrag der EU vom Forschungs- und Technologiezentrum der DB durchgeführt wurde, mündete im Jahr 2000 in der Empfehlung, die weitere Entwicklung auf Verfahren zu konzentrieren, die auf der Überwachung von Druck und Luftmassestrom in der Hauptluftleitung basieren. Im Oktober 2000 schloss die Train Integrity Monitoring System Working Group (TIMS UG) der ehemaligen EEIG ERTMS Users Group ihre Arbeiten an einer Funktionsanforderungsspezifikation (FRS) zu TIMS ab. In den Jahren 1999 bis 2001 kam es zu einer Häufung von Patentanträgen zur Zugvollständigkeitserkennung, in den Folgejahren bis 2010 wurden dagegen nur wenige Patente angemeldet.
In der im April 2000 von der UNISIG an die Europäische Kommission übergebenen “Class 1”-Spezifikation war, gegenüber der Vorversion A200, die Entwicklung von Level 3 zurückgestellt worden. Die Entwicklung von ETCS Level 3 war auch um 2004 zeitweise eingestellt, um den Fokus zunächst auf die Level 1 und 2 zu legen und damit Betriebserfahrungen zu sammeln. 2007 galt ETCS-Level 3 als technisch noch in Entwicklung und deshalb nicht so fest definiert wie Level 1 und 2.
2012 begann der niederländische Netzbetreiber ProRail, zusammen mit einer Beratungsgesellschaft und vier Lieferanten von Leit- und Sicherungstechnik, die möglichen Vorteile von Level 3 zu ergründen. 2013 erprobte ProRail Level 3 in Lelystad, 2014 folgten Versuche von Network Rail im nationalen ERTMS-Integrationszentrum (ENIF). Beide Netzbetreiber arbeiteten anschließend zusammen, um einen Migrationspfad zu ETCS Level 3 zu entwickeln. Bis 2015 reifte die bereits 2013 vorgestellte Erkenntnis, dass eine schrittweise Migration von Level 2 auf Level 3 auf der bestehenden Infrastruktur möglich sei, indem die Kapazität einer Level-2-Strecke (mit konventioneller Gleisfreimeldung) durch die schrittweise Einführung von Level-3-Zügen immer weiter erhöht und schließlich die konventionelle Gleisfreimeldung schrittweise zurückgebaut werden kann. Am 2. Februar 2016 unterzeichneten beide Unternehmen eine Absichtserklärung zur weiteren Zusammenarbeit an Level 3, deren Ergebnisse mit anderen Infrastrukturbetreibern geteilt werden soll. Daraus ging Hybrid Level 3 hervor.
Ein 2015 von der Europäischen Eisenbahnagentur (ERA) vorgelegter Perspektivplan sieht in ETCS Level 3 einen von fünf ‘’Game Changers‘’, der im Laufe der nächsten Jahre vorangetrieben werden solle. Aus Sicht der ETCS-Industrie-Arbeitsgruppe UNISIG ist ETCS Level 3, neben ATO, Satellitenortung und weiterentwickeltem Bahn-Mobilfunk, ein “Game Changer”, der neue Funktionalität und/oder geringere Kosten erwarten lässt. Unter dem Titel „Moving Block“ ist ETCS Level 3 ebenfalls Gegenstand des „Innovationsprogramms“ (IP 2) des Forschungsprogramms Shift2Rail. Ein Entwurf für die Moving-Block-Spezifikation lag Mitte 2020 vor und soll bis Ende 2020 abgeschlossen werden. Im Rahmen der TSI ZZS 2022 sollen laut Angaben der ERA von Anfang 2021 „einige Unklarheiten“ zu ETCS Level 3 „bereinigt“ werden. ETCS Hybrid Level 3 soll Bestandteil der nächsten Version der ETCS-Spezifikation sein.
Bei einem Hybrid-Level-3-Test im ENIF folgten im Mai 2018 zwei Züge im Abstand von etwa 100 m.
Am 6. September 2018 erfolgte auf der Bahnstrecke Annaberg-Buchholz–Schwarzenberg die erste Fahrt unter ETCS Level 3 im Netz der Deutschen Bahn. Die Zugvollständigkeit des in Level 3 vorausfahrenden Zuges wurde dabei als gegeben angenommen.
Die Österreichischen Bundesbahnen forderten 2019 ein europäisches Programm zur Einführung der automatischen Kupplung im Güterverkehr, u. a. zur einfacheren Feststellung der Zugintegrität für ETCS Level 3.
ETCS Level 3 ist in Deutschland Bestandteil des „Betrieblichen Zielbildes 2.0“, das um 2035 erwartet wird.
Mit KTCS-3 wird in Südkorea ein ETCS-ähnliches Zugbeeinflussungssystem entwickelt.

## Einsatz

### Umgesetzte Projekte
Auf Nebenbahnen wie der Västerdalsbanan nach Malung in Schweden sowie zwischen Uzen und Bolashak (in Kasachstan) wurde ETCS Level 3 Regional (siehe oben) umgesetzt (Stand: 2017). Der Verkehr auf der ab 2009 ausgerüsteten schwedischen Västerdalsbahn wurde 2013 mangels Fahrzeugen mit ETCS-Ausrüstung eingestellt; eine Erneuerung für Güterverkehr findet seit 2014 statt.
Im November 2017 begann die Erprobung von ERTMS Regional auf der Strecke zwischen Avezzano und Civitella Roveto. Zur Lokalisierung wird dabei Satellitenortung Galileo und virtuelle Balisen genutzt.

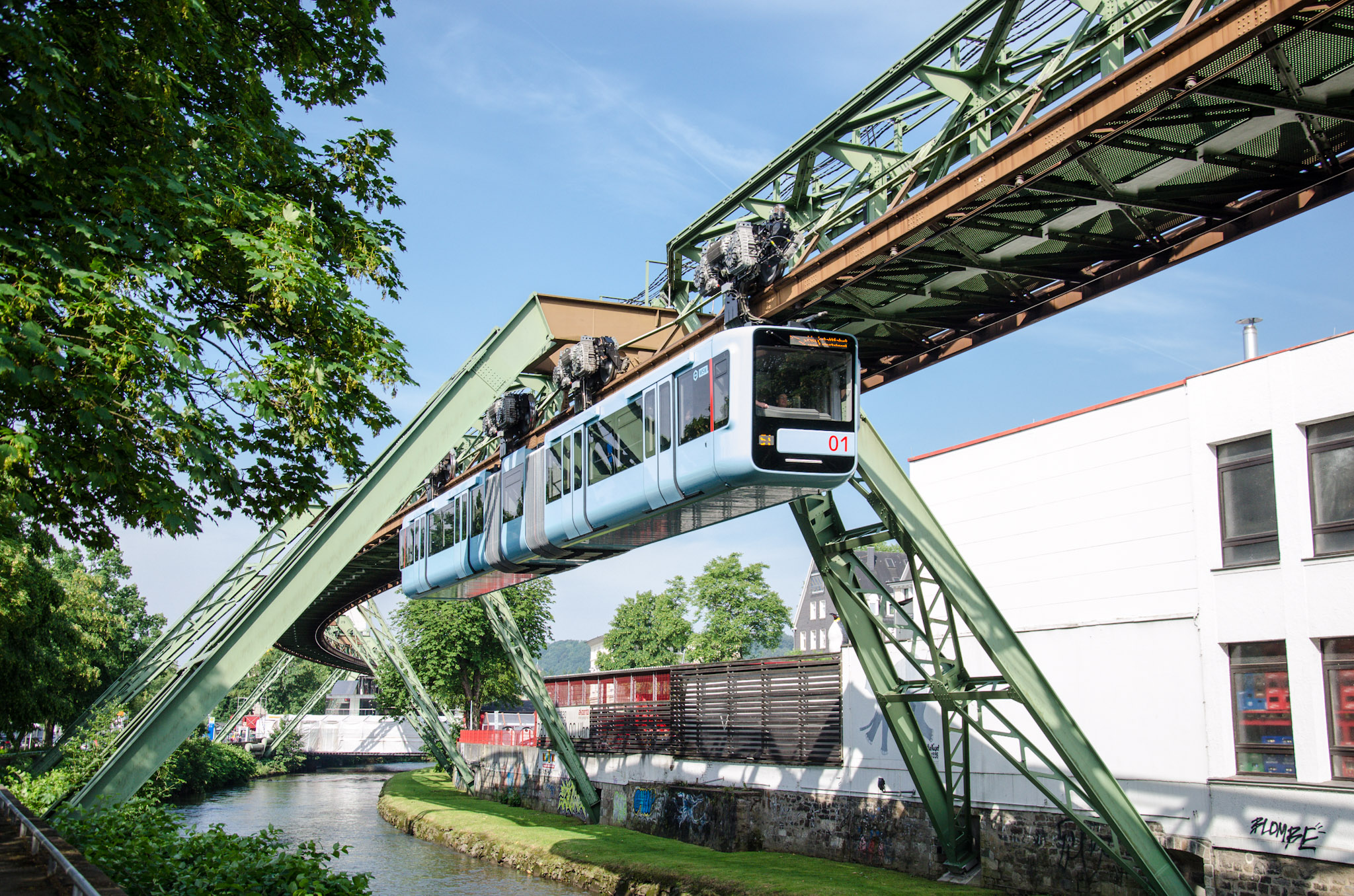
Die nur einteilig verkehrenden Fahrzeuge der WSW GTW Generation 15 der Wuppertaler Schwebebahn melden mit sicheren Position Reports Gleisabschnitte frei.

Bei der ETCS-Ausrüstung der Wuppertaler Schwebebahn wird auf eine Zugvollständigkeitsüberwachung verzichtet, da die verwendeten Fahrzeuge als nicht teilbare Einheiten verkehren und Fahrzeuge nur im Störungsfall, zur Bergung von liegen gebliebenen Fahrzeuge, gekuppelt werden. Die Gleisfreimeldung auf der Strecke erfolgt mit 39 virtuellen Blöcken, mit denen eine minimale Zugfolgezeit von zwei Minuten realisiert werden soll. Konventionelle Gleisfreimeldung mit Achszählern ist nur in den Endhaltestellenbereichen vorgesehen. Die Lösung wird teils als „ETCS Level 2“, teils als „ETCS Level 2+“ bezeichnet, da zu „originären Level 3“ Zugintegritätsprüfung und Fahren im relativen Bremswegabstand fehle. Das System wird seit 2. September 2019 im Fahrgastbetrieb eingesetzt.

### Geplante Projekte
Im Rahmen des Programms „Smartrail 4.0“ wurde in der Schweiz die schrittweise Einführung von ETCS Level 3 geplant. Dazu ist eine neue, als „ETCS-Stellwerk“ bezeichnete Kombination von Stellwerk und ETCS-Zentrale vorgesehen. Dies wird inzwischen auf europäischer Ebene als Advanced Protection System fortgeführt und soll ab den frühen 2030er Jahren u. a. im Netz der Deutschen Bahn pilotiert werden.
Hybrid Level 3 wird, neben Level 2, bei der flächenhaften ETCS-Einführung in Norwegen verwendet. Ab 2024 soll Hybrid Level 3 zunächst im Labor validiert und anschließend auf ausgewählten Strecken zum Einsatz kommen.

Der italienische Infrastrukturbetreiber RFI kündigte im März 2016 an, eine als „ETCS Level 2 HD“ bezeichnete Lösung bei der S-Bahn Rom zum Einsatz zu bringen. Dabei sollten konventionelle Blockabschnitte in mehrere virtuelle Abschnitte unterteilt werden. Die Zugintegrität der nicht kuppelbaren elektrischen Triebzüge sollte durch eine laufende Kommunikation der ETCS-Bordgeräte (EVC) an beiden Zugenden sichergestellt und dabei eine mit Baseline 3 Release 2 eingeführte „Smart Sleeping“-Funktion genutzt werden. Im Rahmen eines 40-Millionen-Euro-Projekts sollten, neben Rom, auch die Knoten Mailand und Florenz entsprechend ausgerüstet werden, wobei die Ausschreibung für den Knoten Rom im Juni 2016 beginnen und ein erster Abschnitt zur Betriebserprobung vor Ende 2018 zur Verfügung stehen sollte. Darauf aufbauend war die Ausrüstung weiterer Strecken vorgesehen. Mit „ETCS High Density“ sollen rund 1,35 km lange konventionelle Blockabschnitte in 350 m lange Abschnitte unterteilt und damit Zugfolgezeiten von drei Minuten erreicht werden. Insgesamt sollen zunächst rund 50 km mit der Technik ausgerüstet werden. Anfang 2018 war eine Ausschreibung ab Juni 2018 und erste Inbetriebnahmen für 2020/2021 geplant. Im Knoten Florenz soll die Kapazität durch ETCS Level 2 HD verdreifacht und die Sicherheit erhöht werden. Die Ausrüstungsaufträge für die Knoten Mailand, Rom und Florenz wurden im Dezember 2018 bekanntgemacht. Gegenüber Hybrid Level 3 wurden einige Vereinfachungen vorgenommen. Für den Knoten Rom wurde 2019 der Auftrag erteilt, dabei ist eine Unterteilung der typischerweise 1,35 km langen Blöcke in 2 bis 4 bis zu 300 m kurze Abschnitte geplant.
Die Vinschger Bahn in Italien soll ebenfalls mit ETCS Level 2HD ausgerüstet werden.
Die Bahnstrecke Annaberg-Buchholz–Schwarzenberg soll u. a. mit ETCS Level 3 ausgerüstet werden. Im Januar 2023 wurden Hybrid-Level-3-Tests durch Siemens Mobility angekündigt.
Bei der 2019 beauftragten Ausrüstung der LGV Sud-Est mit ETCS Level 2 wird eine Hochrüstung für Hybrid Level 3 vorbereitet.
Bei der Ausschreibung zur ETCS-Nachrüstung von 176 VIRM-Triebzügen in den Niederlanden ist Hybrid Level 3 berücksichtigt.
Im Digitalen Knoten Stuttgart soll Hybrid Level 3 im Zuge eines zukünftigen Bausteins zum Einsatz kommen. Bei der ETCS-Nachrüstung von S-Bahn- und Regionaltriebzügen ist Level 3 – erstmals in Deutschland – ebenso vorgesehen wie bei der Neubeschaffung von Regionaltriebzügen. ETCS Level 3 ist auch Fördervoraussetzung der begleitenden Bundesförderung für die Fahrzeugausrüstung. Level 3 soll nach 2025 vollumfänglich genutzt werden und gilt als eine von mehreren Optimierungen für eine mögliche Halbierung des Fahrwegkapazitätsverbrauchs im Zusammenspiel einer optimierten Infrastruktur mit optimierten Triebzügen. Die TIMS-Funktion soll in den Jahren 2026/2027 in Betrieb genommen werden. In der Infrastruktur soll das Advanced Protection System mit ETCS (Hybrid) Level 3 auf der Remsbahn zwischen Waiblingen und Schorndorf pilotiert werden.
Die Technikstrategie des britischen Infrastrukturbetreibers Network Rail setzt zukünftig auf Hybrid Level 3.
In Indien wird die 82 km lange S-Bahn-Strecke zwischen Delhi und Meerut mit Hybrid Level 3 ausgerüstet werden. Hybrid Level 3 soll dabei durch ein späteres Softwareupdate eingeführt werden.
Ein Teil der Achse Marseille–Ventimiglia soll mit ETCS Level 3 ausgerüstet werden und verschiedenen Tests dienen.
In Finnland soll im Lielahti-Rauma/Pori Hybrid Level 3 eingeführt werden. Die genaue technische Lösung soll gemeinsam mit dem Lieferanten entwickelt werden. Ende April 2023 wurde ein Aufruf für einen Teilnahmewettbewerb veröffentlicht. Das Projekt sollte etwa 190 Gleiskilometer sowie einen Umfang von 20 Millionen Euro umfassen und Ende 2026 in Betrieb gehen. Das Vergabeverfahren wurde im August 2023 eingestellt. Im April 2024 wurde ein Vertragsabschluss mit Siemens bekanntgemacht. Die vollständige Inbetriebnahme ist nunmehr für 2027 vorgesehen.

### Diskutierte Projekte
Ende 2015 kündigte die Deutsche Bahn im Rahmen des Konzepts Zukunft Bahn an, bis 2030 einen beschleunigten Ausbau von ETCS und Digitalen Stellwerken (NeuPro-Architektur) umsetzen zu wollen. In Gesprächen zwischen Bund und DB sollte eine Entscheidung über den Start der Umrüstung getroffen werden. Dabei war zunächst ETCS Level 3 vorgesehen, und wurde auch Gegenstand einer Machbarkeitsstudie des Unternehmens. Um 2017 war wiederum ETCS Level 2 ohne Signale geplant. Nach Angaben der DB von Anfang 2018 bestünde mit Level 2 die Möglichkeit, die bisherigen Zugbeeinflussungssysteme abzulösen, während Level 3 noch in Entwicklung sei und zusätzliche Optimierungen zur Verfügung stellen solle. Die Studie des Bundes solle dabei zukünftige Technologieentwicklungen wie Level 3 berücksichtigen. Eine auf Dezember 2018 datierte Ergebniszusammenfassung einer Machbarkeitsstudie eines flächenhaften ETCS/DSTW-Rollouts sieht zunächst ETCS Level 2 vor, später soll eine Mischung von Level 2 und Level 3 umgesetzt werden, schließlich rein Level 3. Des Bundesministerium für Verkehr und digitale Infrastruktur in Deutschland strebt inzwischen wiederum ETCS Level 3 an, gleichwohl zunächst „zumindest eine gleiche Konfiguration im Level 2“ erreicht werden solle (Stand: 2018). ETCS Level 3 ist ferner Bestandteil der Digitalen Schiene Deutschland.
Bei der Ausschreibung von Neufahrzeugen für die S-Bahn Köln ist ein Upgrade auf ETCS Level 3 Bestandteil des Lastenhefts.
Die für die britische Hochgeschwindigkeitsstrecke High Speed 2 ausgeschriebenen Züge sollen Level-3-fähig sein und über ein SIL-4-sicheres Zugintegritätssystem verfügen.

### Erwogene Projekte
Crossrail erwägt eine Umstellung auf Level 3 mit Moving-Block-Technik, wenn die Technik zulässig für Hochleistungsbetrieb verfügbar ist.
Für die niederländische Regierung ist die Nutzung von ETCS Level 3 eine Option im Zuge des bis 2050 geplanten landesweiten ETCS-Rollouts.
Laut einer Untersuchung für die Stammstrecke Wien könnten die Zugfolgezeiten mit ETCS Level 3 und Moving Block gegenüber konventioneller Leit- und Sicherungstechnik um bis zu knapp eine Minute verkürzt werden.

### Verworfene Projekte
Die Deutsche Bahn plante auf ihrer ETCS-Pilotstrecke Berlin–Halle zunächst, in deren Südteil alle drei ETCS-Level zu erproben. Nachdem die Entwicklung von Level 3 zurückgestellt wurde und ein 200-km/h-Betrieb mit Level 1 nicht zulassungsfähig gewesen sei, wurde der Abschnitt letztlich mit Level 2 ausgerüstet.
Nach eingehenden Betriebssimulationen wurde Level 3 für Thameslink aufgrund geringer Kapazitätswirkungen im Regelbetrieb verworfen, gleichwohl bei gestörtem Betrieb weniger Verspätungen zu erwarten gewesen wären.
Das britische Digital Railway Program (DRP) rechnete 2014 mit einer Verfügbarkeit von Level 3 ab 2020. Inzwischen (Stand: 2018) ist eine Ausrüstung mit Level 2 geplant.